# Lolita Chammah
Lolita Chammah (Paris, 1 de outubro de 1983) é uma atriz francesa.